# Pautaines-Augeville
Pautaines-Augeville foi uma antiga comuna francesa na região administrativa de Grande Leste, no departamento de Haute-Marne. Estendia-se por uma área de 14,42 km². Em 2010 a comuna tinha 21 habitantes (densidade: 1,5 hab./km²).
Em 28 de fevereiro de 2013, passou a fazer parte da comuna de Épizon.